# Astacilla cornuta
Astacilla cornuta är en kräftdjursart som först beskrevs av Jean Baptiste François René Koehler 1911.  Astacilla cornuta ingår i släktet Astacilla och familjen Arcturidae. Inga underarter finns listade i Catalogue of Life.